# Seth Harris

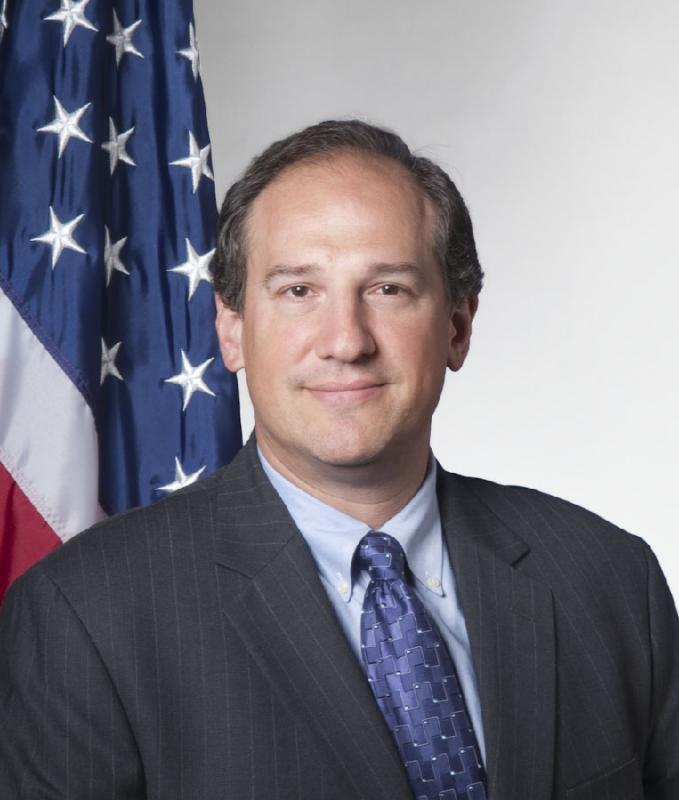
Seth Harris

Seth D. Harris (* 12. Oktober 1962) ist ein US-amerikanischer Politiker und war stellvertretender Arbeitsminister der Vereinigten Staaten (Deputy Secretary of Labor). Nach dem Rücktritt von Arbeitsministerin Hilda Solis übte er deren Amt von Januar bis Juli 2013 kommissarisch aus; als offizieller Nachfolger wurde Tom Perez von Präsident Barack Obama nominiert. Er verblieb als dessen Stellvertreter bis Januar 2014 im Amt; sein Nachfolger wurde Chris Lu.
Harris hat jüdische Wurzeln. Er ist verheiratet mit Karen Beth Rosen.